# Ribston
Ribston est un ancien cultivar de pommier domestique.
Synonymes: Ribston Pippin, Ribston Pepping.

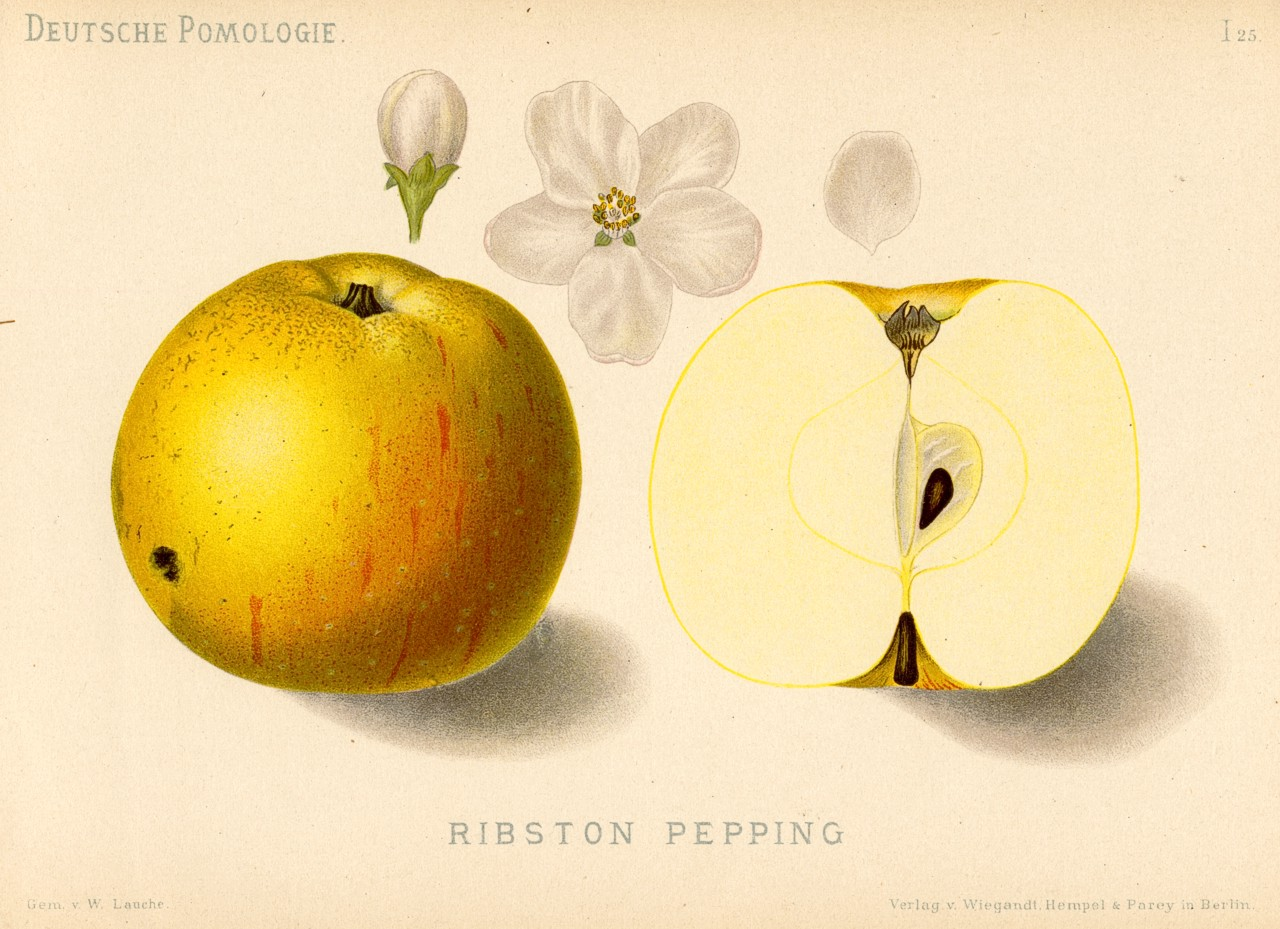
Ribston Pepping.

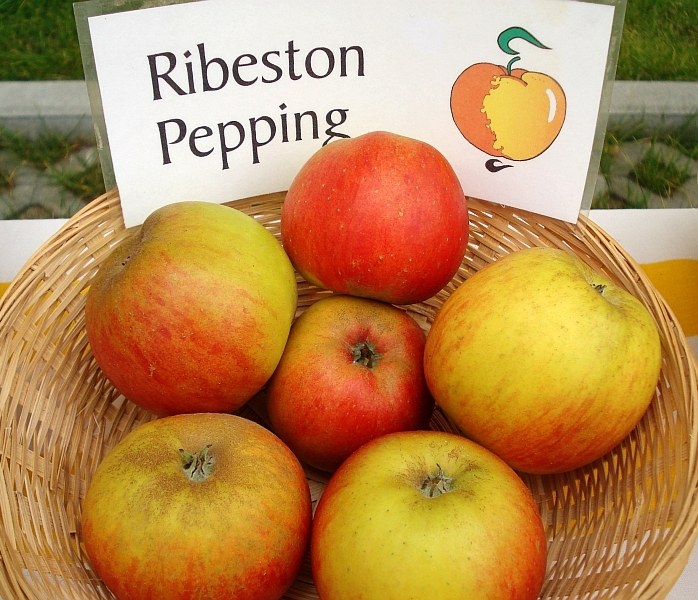
Ribston Pepping.

## Origine
Semis chanceux, Angleterre

## Description
- Pomme d'hiver.
- Peau: Jaune à rayures orangées
- Vitamine C: très forte teneur (30,6 mg/100 g [1]).

## Parenté
- Descendants:
  - Reinette Dorée Freiherr von Berlepsch.
  - Reinette Cox's Orange.

## Pollinisation
- Variété triploïde (ne participe pas à la pollinisation croisée).
- Groupe de floraison: B[2] (mi-précoce).
- Fécondation par: Reine des Reinettes.

## Culture
- Type de fructification: Spur[3] (facilite la taille par le non spécialiste).
- Maturité: deuxième quinzaine d'octobre.
- Consommation: de décembre à mars [4].